# Liparis stricklandiana
Liparis stricklandiana är en orkidéart som beskrevs av Heinrich Gustav Reichenbach. Liparis stricklandiana ingår i släktet gulyxnen, och familjen orkidéer. Inga underarter finns listade i Catalogue of Life.